# Петров, Александр Павлович (математик)
Александр Павлович Петров или часто Саша Петров  (20 октября 1940—1997[уточнить]) — математик, специалист по распознаванию образов и компьютерному зрению.

## Биография
Родился в семье Павла Сергеевича Петрова, во время войны авиационного стрелка-радиста, позднее подполковника Генерального штаба и Надежды Дмитриевны, в девичестве Коршуновой, ткачихи из города Калинин, позднее медсестры. Учился в Московском физико-техническом институте (Физтехе). На старших курсах решил заниматься теоретической физикой и начал теоретический минимум, состоящий из 9 экзаменов, который надо было сдать самому Л. Д. Ландау. Успел сдать несколько экзаменов теорминимума перед тем, как Ландау попал в автомобильную аварию. В 1962 году окончил радио-технический факультет Физтеха по специальности «биофизика». Защитил диплом на 5-м курсе Физтеха, что было большой редкостью для этого института. Работа касалась бесперспективности разработки перцептрона Розенблатта для решения задач распознавания зрительных образов. Сотрудник лаборатории ИППИ М. С. Смирнов рекомендовал защищать эту работу как кандидатскую диссертацию.
С 1961 года работал в Институте биофизики АН СССР в лаборатории зрения под руководством профессора Н. Д. Нюберга. В 1965 году из-за научных разногласий с преемником Нюрберга М. М. Бонгардом-Полонским был вынужден перейти работать в Институт атомной энергии  им. И.В. Курчатова (ИАЭ), и, сменив тематику, в 1967 году защитил кандидатскую диссертацию по теме «Статистический подход к решению операторных уравнений первого рода и вопросы корректности» в Математической секции Объединенного совета СО АН СССР по физико-математическим и техническим наукам  в Новосибирске.
Работал в ИАЭ им. И. В. Курчатова в отделе вычислительной техники, позднее в Отделении вычислительной техники и радиоэлектроники, а с конца 1980-х годов Петров возглавлял лабораторию математических методов  в Институте информационных технологий РНЦ «Курчатовский институт».
Однако со времён работы в лаборатории Н. Д. Нюберга основные научные интересы Петрова лежали в области психофизиологии зрительного восприятия и распознавания образов. Совместно с И. М. Зенкиным открыл торзионные движения глаз. Предположение о их наличии было выдвинуто на основе разработанной ими концепции принципов движения глаз. Ими же открыты  «зрительные последовательные образы» (ЗПО), формулировка обнаруженного эффекта: "Стабильность «богатого» ЗПО в отличие от бедного образа". "Богатый" образ возникает после короткой яркой вспышки света (например, от лампы-вспышки фотоаппарата), если испытуемый сидит в темноте и после вспышки снова оказывается в темноте, через 3-4 секунды он начинает "видеть" обстановку комнаты, как реальную. Третье открытие Петрова состояло в интерпретации феномена «подводной иллюзии», видимого увеличения размеров объектов в воде при подводном плавании с маской. После долгих и тщательных экспериментов Петров нашёл теоретическое решение подводной иллюзии. 
Предложил оригинальный подход к алгоритму распознавания и принял активное участие в его разработке. Данный алгоритм и ныне используется при сканировании и распознавании печатных текстов в различных системах, в том числе в охранных. Совместно с Борисом Мазо создал фирму «ОКРУС» (Москва), которая разработала аппаратно-программную систему сканирования и распознавания текстов на основе этого алгоритма. Продолжал разработку проблемы компьютерного зрения и теории определения цвета. Был получен патент на способ и устройство определения цвета.
Прослушал курс лекций по физиологии и по высшей нервной деятельности в 1-м медицинском институте, постоянно пополнял своё медико-биологическое образование самостоятельно. Впоследствии вёл спецкурс «Моделирование психофизических процессов» на психологическом факультете МГУ.
31 декабря 1991 года выступал на Международной конференции в Тель-Авиве в Израиле.
В 1993 году получил  стипендию имени Капицы (Kapitza Fellowship) в Кембридже, присужденную ему Лондонским королевским обществом (The Royal Society of London). Работал в лаборатории Университета в  Ньюкасле-на-Эвоне и участвовал в международной конференции по зрительному восприятию (The 16th European Conference on Visual Preception. Edinburgh, United Kingdom, 25-26 August 1993).
В 1996 году уехал на год в Республику Корея для  работы  научным консультантом в исследовательском центре компании "Самсунг". Подготовил  проект фундаментальных работ по компьютерному зрению, который должен был разрабатываться в Москве сотрудниками его лаборатории, а финансироваться Самсунгом. Этот контракт был подписан в 1997 году, также подготовил  контракт с компанией «Самсунг» для Института проблем передачи информации. Оба эти контракта были реализованы уже после смерти А. П. Петрова.

### Отношение к научной карьере
Петрову по крайней мере дважды предлагали защищать докторскую. Первый раз после защиты кандидатской то заместитель директора Института прикладной математики АН СССР, ведущей организации на защите кандидатской, академик А. Н. Тихонов уговаривал Петрова защищать по ней  докторскую. Петров отказался, надеясь освободить время для работы по компьютерному зрению. Второй раз директор Института  информационных  технологий  РНЦ  «Курчатовский институт»  П.  А. Александров предлагал  ему  защитить докторскую  по  совокупности  работ — Петров также отказался, сославшись на командировку в Корею.

### Общественная позиция

#### Рождественские семинары
В 1970-х годах в лаборатории Петрова под эгидой обязательной политучёбы проводились семинары, темы которых далеко выходили за пределы требуемых идеологических рамок. Сотрудники лаборатории делали доклады, например, о Чезаре Бекариа, о боярской думе, о законах Солона в Древней Греции. С 1977 года по 1986 гуманитарные лабораторные семинары были перенесены на дом. Их называли "рождественскими", так как они всегда устраивались 24 декабря. Первый доклад, который назывался «Жизнь после смерти», сделал сам Петров, этим он задал тон дальнейших семинаров. Там выступали философ Георгий Гачев,  литературовед Светлана Семёнова, философ и математик Юлий Шрейдер, литературовед Наталия Трауберг, историк алхимии Вадим Рабинович, философы Владимир Калиниченко и Анатолий Ахутин и другие.

## Семья
- Жена — Фаина Аркадьевна (Ароновна) Петрова, в девичестве Вайзман[3]. По образованию — педагог. Окончила историко-филологический факультет МГПИ им. Ленина. Работала во всех звеньях и системах народного образования. Вела школу передового опыта в Институте усовершенствования учителей. Была литературным редактором Отдела научно-технической информации в Институте эндокринологии. Попробовала себя в качестве автора часовой передачи на вещающей за границу радиостанции «Родина». Передача была посвящена творческому пути театра имени Моссовета, который готовился в это время к гастролям в Европе. Особенно удачными были признаны интервью с режиссерами и ведущими артистами театра. В Америке в начале двухтысячных была главным редактором интернет-журнала «Port-folio,» который на тот момент был признан в России лучшим русскоязычным интернет-изданием и в качестве такового изучался на факультете журналистики МГУ. Короткое время, помимо своего журнала, публиковалась на сайте «Заметки по еврейской истории», где однажды была признана автором года. Неоднократно выступала с лекциями по литературе, искусству и истории в различных клубах Сан-Франциско и Кремниевой долине.[источник не указан 201 день]
  - Дочь — Ирина (род. 25.10.1961), психотерапевт, живёт в Торонто[7].
  - Сын — Дмитрий (род. 8.02.1969), биолог, профессор Стэнфордского университета[8].

## Труды
- Петров А. П. О возможностях перцептрона. // Известия АН СССР, Техническая кибернетика». № 6, 1964
- Зенкин Г. М., Петров А. П. О механизмах константности зрительного восприятия пространства. — В кн.: Сенсорные системы. Механизмы зрения. Л., 1979, с. 25—39.
- Зенкин Г. М., Петров А. П. Преобразования последовательного образа при движениях наблюдателя, константность зрительного поля и непредметные механизмы инвариантности // Физиология человека. 1976. Т. 2. № 6. С. 925–931.
- Бонч-Осмоловский A. M., Петров А. П. Модели и алгоритмы стереосинтеза // M.: Ин-т атом, энергии им. И.М. Курчатова, 1983. 76 с.
- Петров А. П. О структуре многообразия цвета: Препр. N 4050/15. M.: Ин-т атом, энергии им. И. М. Курчатова, 1984. 19 с.
- Зенкин Г. М., Петров А. П. Функциональная организация зрительного процесса и принцип гештальта // Интеллектуальные процессы и их моделирование М.: Наука, 1987 с. 265-293.
- Петров А. П. Свет, цвет и форма. // Интеллектуальные процессы и их моделирование М.: Наука, 1987
- Трифонов С. Ю., Петров А. П., Зенкин Г. М. Моделирование механизмов бинокулярного стереосинтеза в условиях подводной иллюзии // Сенсор. системы. - 1990. - 4, №3. - С. 298-305.
- Петров А. П. Аксиоматика игры "в прятки" и генезис зрительного пространства / Интеллектуальные процессы и их моделирование. Пространственно-временная организация.- М.: Наука, 1991. С. 174-182.
- Бонч-Осмоловский А. М., Петров А. П. Вычислительные теории и модели бинокулярного стереосинтеза // Физиология зрения. - М., 1992. – С. 665-703.

### Рекомендуемые источники
- Аlexander Bonch-Osmolovski, Victor Zuk and John MacCan. In Memory Alexander (Sasha) Petrov. 1940 – 1997 // The IS&T Reporter «The Window on Imaging» -Volume 13, Number 1- April, 1998, p. 11